# 威廉·費雷爾
威廉·費雷爾（英語：William Ferrel，1817年1月29日—1891年9月18日），美國氣象學家，他提出了中緯度大氣環流的詳細解釋，即今日所稱的費雷爾環流。

## 生平
費雷爾生於賓夕法尼亞州南部，1829年與家人遷往西維吉尼亞州。他的正規小學教育時間並不長，而主要是在家中以科學書籍自我學習，之後擔任學校教師。費雷爾曾就讀於馬歇爾學院，之後儘管家中財務不佳，他仍在1844年成為貝森尼學院第一個畢業班的畢業生。之後費雷爾仍然在密蘇里州和田納西州擔任教師直到1858年。同年他進入位於麻薩諸塞州劍橋的美國航海天文曆編制局任職。1882年費雷爾進入美國陸軍通訊局任職（該單位於1891年改制為美国国家气象局）。1891年費雷爾在西維吉尼亞州逝世。

## 研究
費雷爾解釋了溫暖空氣會趨向上升，並因為科里奥利力而旋轉，使地球偏低緯度區域的空氣從較暖區域向高緯度極區移動的趨勢。正是因為旋轉而在鋒面系統中產生的複雜曲線分離了較低溫的北極空氣與較高溫的低緯度大陸性熱空氣。
費雷爾藉由確認先前被忽略的相關機制，進一步強化了喬治·哈德里的理論。以下是費雷爾首篇論文中的節錄：
第四個也是最後一個力來自於大氣的東或西向相對運動與地球自轉的結合。大氣隨著地球環繞地球自轉軸旋轉的結果是每個氣體分子都帶有具有水平和垂直分量的離心力，後者讓大氣的形狀成為和地球相同的球體。但是，如果大氣任一部分的旋轉速度高於地球表面旋轉速度；換句話說也就是大氣層有相對於地球表面的東向運動，將使水平力增加。如果相對運動向西方，則水平分力下降。前述現象使地球大氣層無法處在穩定狀態，並且使大氣的外形不再與地球表面相同，而是在特定緯度上氣體有聚集或散出的現象。並且隨之而來的大氣壓差異產生的運動將在特定緯度地區造成極大影響。
哈德里錯誤地推論氣團從南向北或反向移動會傾向於線動量守恆。費雷爾指出在氣象學和海洋學中，氣團移動的趨勢與對地球的相對運動有關，也就是地球自轉的角動量守恆。

## 外部連結
- NOAA biographical info （页面存档备份，存于）
- MacTutor biography （页面存档备份，存于）

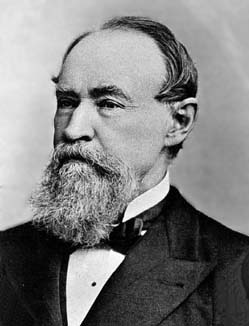
威廉·費雷爾

- William Ferrel set bar for hurricane predictions (Times & Transcript, Moncton NB, Canada, 24 August 2009)
- National Academy of Sciences Biographical Memoir （页面存档备份，存于）